# Miodrag Perunović
Miodrag Perunović; montenegrinisch: Миодраг Перуновић (* 10. Dezember 1957 in Cetinje, Jugoslawien) ist ein ehemaliger jugoslawisch-montenegrinischer Boxer und Boxtrainer.

## Amateurkarriere
Perunović, der laut eigener Aussage im Alter von 14 Jahren mit dem Boxsport begann, trainierte und startete für den Club Budućnost Titograd. Sein größter Erfolg im Nachwuchsbereich war ein dritter Platz im Halbweltergewicht bei der Junioren-Europameisterschaft 1976 in Izmir.
1978 wurde er in Belgrad Jugoslawischer Meister im Weltergewicht und konnte bei den ebenfalls in Belgrad ausgetragenen Weltmeisterschaften starten, wo er im Weltergewicht mit vier Siegen, unter anderem gegen Pedro Gamarro und Ernst Müller, in das Finale einzog, wo er knapp mit 2:3 gegen Waleri Ratschkow verlor und mit 20 Jahren Vizeweltmeister wurde.
1979 boxte er im Halbmittelgewicht, gewann die Jugoslawische Meisterschaft in Pula, die Mittelmeerspiele in Split und die Europameisterschaft in Köln, wobei er im Finalkampf Wiktor Sawtschenko bezwang. Für diesen Erfolg wurde er zu Jugoslawiens Sportler des Jahres gewählt, nachdem er bereits 1978 als Jugoslawiens Nachwuchssportler des Jahres ausgezeichnet worden war.
1980 wurde er in Pernik Balkanmeister und startete bei den Olympischen Spielen in Moskau, wo er umstritten im Achtelfinale mit 2:3 gegen Nick Wilshire ausschied.
1981 in Split wurde er erneut Jugoslawischer Meister und nahm an der Europameisterschaft in Tampere teil, wo er erst im Finale gegen Alexander Koschkin unterlag und Vizeeuropameister wurde.

## Profikarriere
Im Oktober 1981 gab er sein Profidebüt und wurde am 1. September 1989 in München mit einem Sieg gegen den Deutschen Andreas Prox Intercontinental-Champion der IBF im Mittelgewicht, wobei er den Titel gegen den Deutsch-Chilenen Salvador Yáñez und den Niederländer Rexford Kortram verteidigen konnte.
Am 14. November 1991 boxte er in Ancona um den Europameistertitel der EBU im Mittelgewicht, verlor jedoch gegen den italienischen Titelträger Sumbu Kalambay. Zwei weitere Niederlagen hatte er 1984 gegen Pierre Joly und 1987 gegen René Jacquot erlitten.
Seinen letzten Profikampf bestritt er im Oktober 1994.

## Trainer- und Sporttätigkeit
Perunović war von 1995 bis 2001 Trainer der Boxnationalmannschaft der Bundesrepublik Jugoslawien und von Januar bis Juli 2019 Trainer der serbischen Boxnationalmannschaft. Im März 2023 wurde seine Wahl zum Präsidenten des Sportrates von Montenegro bekanntgegeben.